# ステレオ
音響工学におけるステレオ（英: stereo）またはステレオフォニック（英: stereophonic）とは、立体的な音場を再現した録音・再生方式のことである。厳密には2つ以上のマイクロフォンやスピーカーを用いた方式すべてを指すが、多くの場合は左右2つのスピーカーで再生する方式を指す。
広義には、ステレオフォニック再生のための音声信号を集音、録音、伝送、通信、放送、加工する技術全般、またはステレオフォニック再生のための音響再生装置（ステレオ・セット）を指す。
単一のスピーカーを用いるモノラル方式と対比される。

## ステレオフォニック再生
以下は主に音響工学に厳密な古典的な文であり、サラウンド、ヘッドフォンなど聴取形態が多様化した現在では以下の様な細かな事はほとんど言われない。特に音楽ファンに於いては音声信号が一つのものは再生方法に関わらずモノかモノラル、左右二つのものはステレオと言う。 （ただしステレオ初期のレコードにはモノフォニック、ステレオフォニックとの表示があった。）
ステレオフォニック再生は、典型的には、聴取者の水平方向前方左右30度の位置に一対のスピーカーを配して2チャンネルの音声を再生する。それに対し、前方正面の1つのスピーカーから1チャンネルの音声を再生する方式をモノフォニックと呼ぶ。なお、一般にモノラルと混同されるが、これは後述の通り別の再生方式である。また、1チャンネルの音声をステレオフォニック用の2つのスピーカーから同時に再生して聴取する方式はダイオティックと呼ばれ、モノフォニックとは厳密には区別される。
ステレオフォニック再生はモノフォニック再生に比較して、音像定位や音場感が加わり、再生音の臨場感が増す効果がある。2つのスピーカと聴取者頭部が一辺3メートルの正三角形に位置する配置が最も望ましいとされている。この時の聴取者の位置のことをリスニング・ポイントまたはスイート・スポットと呼ぶ。
録音については、左右1対のマイクロフォンで集音してそのまま2チャンネルの音声とする方式と、個々の楽器や歌手に個別のマイクをあてがい、オーディオミキサーで2チャンネルの音声にまとめる方式とがある。現在の殆どのコンパクトディスクはステレオフォニック再生用として収録されているが、前者の方式で録音されたものは一部のクラシック音楽（ソロパートに専用マイクを使う事は多い）などであり、大半は後者の方式で録音されている。
ステレオフォニック再生で臨場感が増す理由として、人間が元々左右の耳に入る音の位相差および音量差などを利用して音源の方向を把握している点が挙げられる。これを2つのマイクロフォンでシミュレーションする方式として2チャンネル音声伝送は考案されたが、当初はステレオフォニックではなく、バイノーラルと呼ばれる方式であった。これは、2つのマイクロフォンを両耳の位置に備えた擬似頭部を用いて集音した2チャンネル音声を左右の耳にあてがった1対のイヤーフォンで聴取するもので、この再生方式をバイノーラルと呼ぶ。因みに、左右どちらか一方の耳で1つのイヤーフォンで聴取する再生方式をモノラル（モノーラル）と呼ぶ。
バイノーラル再生の効果はパリ博覧会にて複数の電話を用いることで偶然に発見されたとされているが、真偽は不明である。現在に至るまで、バイノーラル録音はドイツで研究が盛んであり、HATS（ヘッド・アンド・トルソー・シミュレータ : ダミーヘッドに肩部や胴体も加えたシステム）も性能を高め、サラウンド以上の臨場感が得られるケースも出てきている。

## 音響工学的な定義

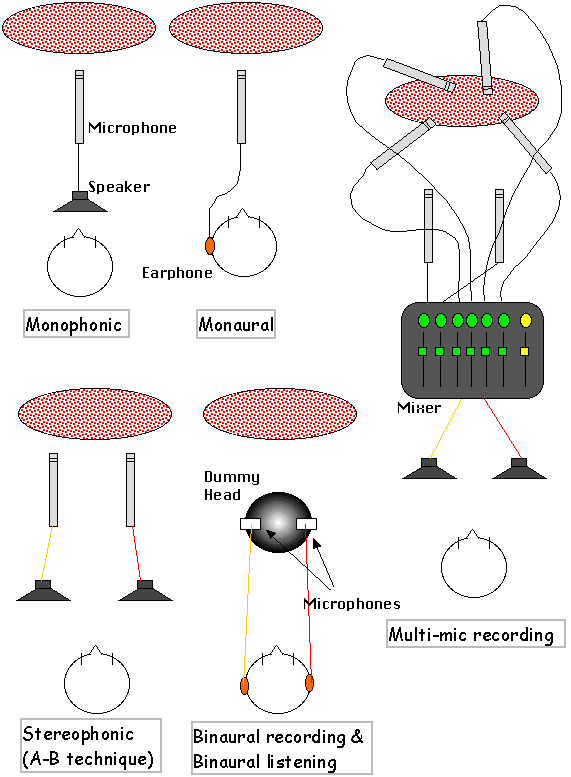

ステレオフォニック（英: stereophonic）
立体的な音場を再現した録音・再生方式のこと。
代表的なものは2つのスピーカー（バイフォニック、英: biphonic）により再生する方式である。応用分野によってはこれのみを指す場合もある（例：日本の電波法）。
あまり使われないが、3スピーカー（トリフォニック、英: triphonic）や、4スピーカー（4チャンネルステレオ、クアドラフォニック、英: quadraphonic）による方式もある。
バイノーラル（英: binaural）
左右の鼓膜の位置にマイクロフォンを内蔵したダミーヘッドで録音することで、頭部伝達関数などを反映した臨場感の高い立体音響を再現するステレオ音響技術。一般的にヘッドフォンで再生されるが、スピーカーによる再生システムもある。
サラウンド（英: surround）
3つ以上のスピーカーを用いる方式の総称。一般的には聴取者の周囲に立体的な音場を再現する方式であるが、定義上は平面的な音場を再現するためのものも含まれる。特に映画音響に用いられる。

## 録音・再生方法
音源が普通のステレオ録音の場合、通常のステレオ装置ではステレオフォニック再生、ヘッドフォンステレオではバイフォニック再生を行っていることになる。モノ録音のCDを普通のステレオで再生すると、厳密にはモノフォニックにはならない（わずかながら左右のチャンネルの特性が異なること、スピーカーの個体差および設置条件により再生が全く同じ音を発しないから）。

### 収録時のマイクセッティング
ステレオ録音する際のマイクセッティング方法は様々なものが提案されてきた。
A・Bステレオ
全指向性のマイク2本を、マイク中心から20cm〜2mほど離し、音源に向かって水平に配置したものである。ハンディレコーダーにはマイクを外側に傾けたものや、内側に傾けてXYステレオに切り替えられる機種も存在する。
MSステレオ

単一指向性のマイク（Midマイク）1本を音源に向け、双指向性のマイク（Sideマイク）1本を横に向けて録音する方式。Sideマイクを単一指向性×2としたものも存在する。マイクの種類や設定などでは不可能だが、MidマイクとSideマイクをそれぞれ異なるトラックに記録できる。録音時にMSマトリックスというアナログ回路を用いたり、録音後にMS Decoderというソフトウェアなどでステレオデータに変換することができる。XYステレオ同様マイクを近接配置するため、ワンポイントステレオマイクに多い。
XYステレオ
2本の単一指向性のマイクを極力近づけて、内側に90度〜120度程度に傾けたセッティング方法。ワンポイントステレオマイクに多い。ワンポイントマイクによっては、ダイヤフラムに角度をつけ、マイクカプセルを回転させることで2段階に交差角を切り替えられる機種もある。非圧縮の状態で記録されていれば、録音後にMS EncoderというソフトウェアでMSステレオに変換でき、Mid、Sideのゲインを調節したあとMS Decoderで標準的なステレオデータに戻すことができる。
ORTFステレオ
フランス公共放送（Office de Radiodiffusion Television Francaise）が使用しているセッティング方式。マイクを17cm離し、外側に110度開く。
NOSステレオ
オランダ公共放送（Nederlandse Omroep Stichting）が使用するセッティング方式で、マイク間隔は30cmとし、外側に90度傾ける。
バイノーラル

2つの超小型全指向性マイクをダミーヘッドや収録者の耳に組み込み、ヘッドホンやイヤホンで再生する。
また、殆どの商業録音ではマルチマイク録音が行われる。これは各楽器、パート別に多数のマイクロフォンを配置し、マルチトラックレコーダを用いて多チャンネル録音を行い、後で各チャンネルの音楽的バランスをとりつつ2チャンネル（あるいは伝送媒体の規定するチャンネル数）にステレオミックスする方法である。音像の位置はパンポットを用いた左右の音量差のみで決めることが普通である。

### モノラル再生
単一のスピーカーとは限らないが、ステレオ音源に対比して単一の信号音源を出力する方式である。スピーカが単一又は複数にかかわらない。ステレオ録音の音源の再生では、左右の和信号の再生をしないと片方だけの信号になるため和信号の再生が一般的である。左右の和信号を得るのはワンポイントステレオマイクによる録音やマルチマイクによる録音では問題がないが、間隔をあけたペアマイクによる収録では位相差に伴うコムフィルタ効果が問題になる。
名称の「モノラル」、「モノ」あるいは「モノーラル」（英:monaural, mono）は、「バイノーラル」（英:Binaural）に対するレトロニムである。

## サラウンド
3つ以上のスピーカーを使って音を出すサラウンドサウンドは、通常はスピーカーのうち2つが前方左右に配されており、ステレオの一種である。DVD など新しい記録メディアでは、多チャンネル記録によってサラウンド効果を出せるよう、最初から規格化されている。

## 歴史

### 1881年

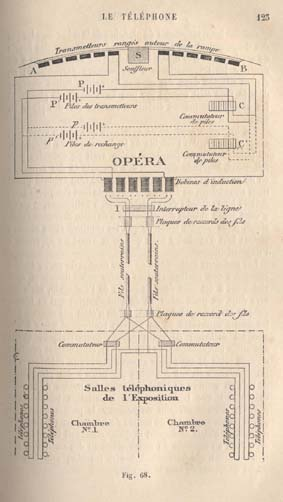
パリ電気博覧会（1881年）で使用したクレマン・アデールのThéatrophoneのプロトタイプの図

1881年、クレマン・アデールは世界初の2チャンネル音響システムをパリで公開した。オペラ座の舞台からパリ電気博覧会会場に設置した部屋まで一連の電話通信装置を接続し、オペラ座での公演の音声を生中継で転送して聞かせるものだった。サイエンティフィック・アメリカン誌はこの模様を次のようにレポートしている。
「産業宮（博覧会会場）でこの電話を聴く幸運に恵まれた人々は、2つの電話機で両方の耳で聴き、口をそろえて1つの受話器では生み出せないような臨場感があったと述べた… この現象は非常に奇妙である。それは双聴覚的音響の理論の近似であり、我々の知る限り、これまでになかったものである。この驚嘆すべきイリュージョンは立体音響の名にふさわしいかもしれない」
この2チャンネル電話方式はフランスで Théâtrophone の名で1890年から1932年まで、イギリスでは Electrophone の名で1895年から1925年まで販売された。どちらもホテルやカフェに硬貨投入式の受話器を設置するか、個人宅で受信設備を導入してサービス提供を受ける形式だった。

### 1930年代
1930年代、EMIのアラン・ブラムレイン (Alan Blumlein) がステレオ録音、ステレオ映画、さらにはサラウンドの特許を取得した。1931年、EMIのブラムレインらは2チャンネルのステレオ録音方式を開発し、1933年に特許を取得した。これは25年後ステレオレコードの主流となる方式と同じで、レコードの溝の2つの壁を直角に交わらせて左右の壁に2つのチャンネルを録音するもので、1933年にEMIが開発した。ベル研究所のハーヴェイ・フレッチャーもステレオ録音・再生方式を研究していた。フレッチャーの試した方式の1つに "wall of sound"（音の壁）と呼ばれるものがある。これは、オーケストラの前に多数のマイクロフォンをずらっと並べて録音し、別のリスニングルームでそれぞれの録音を同じ形に配置したスピーカーで再生するものである。最大80個のマイクロフォンを使ったことがある。1932年3月には、フィラデルフィアの Academy of Music が2つのマイクロフォンで1つのレコード盤に2つの溝を刻む方式（バイノーラル盤に近い）も試されている。演奏はフィラデルフィア管弦楽団で指揮はレオポルド・ストコフスキーである。このときの録音で現存している最古のものは、1932年3月12日に録音されたスクリャービンの『プロメテ - 火の詩』である。
1933年4月27日、ベル研究所が3チャンネルのステレオ音声のデモンストレーションを行った。これは、フィラデルフィアでフィラデルフィア管弦楽団が演奏した音声をワシントンD.C.の Constitution Hall に生中継し、指揮者のレオポルド・ストコフスキーが Constitution Hall で音声のミキシングを制御するというデモンストレーションだった。同年開催されたシカゴ万国博覧会でも、ベル研究所がバイノーラル音声のデモンストレーションを行っている。このときは、2つの信号を振幅変調でそれぞれ別の周波数で放送した。

### 1940年代以降

#### 1940年: カーネギー・ホールでのデモンストレーション
1940年4月9日と10日にベル研究所がカーネギー・ホールで行ったデモンストレーションは、3台の大型スピーカーシステムを使用した。映画用フィルムに3つのサウンドトラックの形で録音することで3チャンネルの同期を達成している。ダイナミックレンジが制限されているため、音量圧縮技法が使われ、第4のトラックを音量伸長の調節に使用した。1970年代のドルビーノイズリダクションシステムも基本は似たような技法だが、はるかに洗練されている。音量圧縮と伸長は完全自動ではなく、手動で音質を改善させることを意図して設計してあった。すなわち、全体の音量と各トラックの相対音量を芸術的感性で調節可能だった。音響技術に興味を持っていたレオポルド・ストコフスキーの指揮でフィラデルフィア管弦楽団の演奏を録音した。ストコフスキー自身も録音の「改善」に参加した。
スピーカーは合計で1500ワットの音声出力であり、100デシベルの音声レベルを生成した。デモンストレーションの模様を報じた記事によれば、観客は「魅了され、時には大いに恐れた」という。デモンストレーションを聴いたセルゲイ・ラフマニノフは、「驚くべきものだった」と述べたが、同時に「余りにも音量が大きすぎて、なんとなく音楽的ではなかった」とも述べている。また、「『展覧会の絵』は、あまりにも『改善』され、あまりにもストコフスキー的だったため、よくよく聴くまで曲名がわからなかった」とも述べている。

#### 映画
1937年、ニューヨークのベル研究所で、同研究所と Electrical Research Products, Inc. が開発した2チャンネルステレオ音声つき映画のデモンストレーションが行われた。レオポルド・ストコフスキーの指揮でフィラデルフィアの Academy of Music が開発した9トラック音響システムに録音し、ユニバーサル・ピクチャーズが1937年に撮影した映画『オーケストラの少女』のサウンドトラックに使用したものである。9トラックで録音したものをミキシングして2トラックにしている。1938年、メトロ・ゴールドウィン・メイヤーが映画のサウンドトラックとして3トラック方式を採用し、すぐに4トラックに改良した。1トラックは俳優の台詞用、2トラックは音楽用、1トラックは音響効果用である。この方式はステレオ音声にすることを目的としたものではなく、4トラックをミキシングして1つの光学式サウンドトラックを作りやすくするためのものだった。この方式を採用した最初の映画は1938年の『初恋合戦』で、ジュディ・ガーランドの歌 "It Never Rains But What It Pours" がバイノーラル録音されている（最終的にはモノラルになっている）。
ステレオ音声を映画館に導入した最初の映画はウォルト・ディズニーの『ファンタジア』で、1940年11月の公開である。このために特別な音響方式 Fantasound を開発している。Fantasound では4つの光学式サウンドトラックを持つ別のフィルムを使っている。そのうち3トラックが音声トラックで、残る1つは映画館のアンプの音量を制御するための情報が格納されていた。興行的には失敗したが、主要都市で音響設備の整った映画館だけで2か月間公開した後、サウンドトラックをモノラルにミキシングし直して、拡大公開を行った。1940年代初めごろ、アルフレッド・ニューマンが20世紀フォックスの多チャンネル録音が可能な録音ステージの建設を指揮した。この時代に録音された多チャンネルのサウンドトラックはいくつか現存しており、DVDのリリース時に使われた。例えば、『わが谷は緑なりき』、『アンナとシャム王』、『銀嶺セレナーデ』、『地球の静止する日』などがある。
磁気テープによる録音の発明により、高音質で多チャンネルを同期させて録音することが容易になり、また安価にできるようになった。1950年代初めには主要なスタジオが35mm磁気テープで録音するようになった。しかし実際に映画がステレオ音声で公開されるには、映画館側の整備が必要である。1952年9月20日に公開された『これがシネラマだ』 (This is Cinerama) は、ステレオが興行的に成り立つことを証明した。シネラマは現代のIMAXと比較しても遜色のないワイドスクリーン方式である。このため、シネラマを上映する映画館は構造的にいくつかの条件を満たす必要があった。シネラマのサウンドトラックは磁気テープ上の7トラックで構成され、5トラックはスクリーンの背後の5台のスピーカーを駆動し、2トラックがサラウンド用である。このシステムは磁気録音技術の先駆者 Hazard E. Reeves が開発した。シネラマを体験したことのある人によると、その音響は現代の標準と比較しても素晴らしいものだった。
1953年4月、ニューヨークでのみ『これがシネラマだ』が公開されているころ、多くの観客はヴィンセント・プライス主演の立体映画『肉の蝋人形』（ワーナー・ブラザース）でステレオ音声を体験していた。その音響方式は WarnerPhonic と呼ばれ、35mm磁気テープに左右と中央の3トラックを記録し、これを2台の映写機と同期させ、映画のフィルムにも光学式でサウンドトラックを設けている。光学式サウンドトラックの1つは他に問題が生じたときのバックアップとしてモノラル音声を記録している。WarnerPhonic を使った立体映画は他に2本だけ製作された（The Charge at Feather River と Island in the Sky）。これらの映画の磁気テープトラックは紛失している。他にも立体映画が製作されたが、その多くが3チャンネルの磁気テープによる音声を採用していた。例えば、It Came from Outer Space、I, the Jury、The Stranger Wore a Gun、Kiss Me, Kate などがある。
シネラマに触発され、映画業界はより単純で安価なワイドスクリーンシステムの開発に乗り出した。20世紀フォックスが開発したシネマスコープは4トラックの磁気サウンドトラックを採用していた。シネマスコープは標準的な35mmフィルムを採用していたため、既存の映画館で上映が可能だった。20世紀フォックスは、55mmフィルムを採用した CinemaScope 55 も開発した。こちらは6トラックのステレオを採用していた。しかし、こちらは新たな映写機を必要とするため失敗に終わり、2作品（『回転木馬』と『王様と私』）がこの方式で作られたが、結局35mmのシネマスコープで公開された。埋め合わせのため、『回転木馬』は6トラックのサウンドトラックで公開され、『王様と私』は1961年に70mmフィルムと6トラックのサウンドトラックで再公開された。
1954年以降も、磁気テープのサウンドトラックによるステレオ設備を導入できない映画館のため、ステレオ音声の映画をモノラルに変換し、光学で記録したものが必要とされた。ドルビーラボラトリーズのドルビーステレオ（ステレオ音声を光学で記録したもの）が使われ始めた1975年ごろまで、このような状況が続いた。例えば、フランコ・ゼフィレッリの『ロミオとジュリエット』のサウンドトラックのアルバムはステレオになっていた。ステレオを使う映画は、『ウエスト・サイド物語』、『マイ・フェア・レディ』、Camelotなどのミュージカル映画、『クレオパトラ』などの叙事詩、サイモン&ガーファンクルの曲を多用した『卒業』のような音楽を重視した映画に限られていた。今では、映画は基本的に全てステレオで公開されている。

#### レコードと磁気テープ
1940年代から1970年代にかけてのステレオの進歩は、複数チャンネルの録音・再生時の同期の困難さを技術的に克服していく過程であり、同時に新たな録音媒体と録音再生装置を市場に売り込んでいく過程だった。大まかに言って、ステレオシステムはアンプとスピーカーが2つずつ必要となり、モノフォニックシステムの2倍のコストがかかる。消費者がそれだけの金額を出すに値すると考えるかどうかは明らかではなかった。
1952年、エモリー・クック（1913年 - 2002年）はバイノーラル盤を作成する装置を開発した。レコード盤上に2本の溝が刻まれていて、両方に針を落とし、同時に再生する。それぞれのピックアップは別々のアンプとスピーカーに接続されていた。クックはレコード製造装置を売る目的でこれをニューヨークのオーディオフェアに出品した。しかし、すぐにバイノーラル盤のレコードを作って欲しいという注文が入るようになり、クックはレコード盤の商業生産に乗り出した。クックが製造したレコードは、鉄道の音から嵐の音まで様々なものがあった。なお、「バイノーラル盤」とバイノーラル録音には直接の関係はない。1953年のクックのカタログには、オーディオマニア向けの25種類のステレオレコードが掲載されている。
1952年、1/4インチ磁気テープに2つの録音・再生ヘッドを使ってステレオ録音するデモンストレーションが行われた。1953年、Remington Records は、ソーア・ジョンソン (Thor Johnson) 指揮のシンシナティ交響楽団の演奏などをステレオでテープ録音し始めた。同年RCAビクターもレオポルド・ストコフスキーやニューヨークのミュージシャンの演奏を試験的にステレオ・テープ録音している。1954年2月21日・22日、RCAはシャルル・ミュンシュ指揮のボストン交響楽団の演奏によるベルリオーズの『ファウストの劫罰』をテープ録音し、それをきっかけとして同社はステレオ・テープ録音を常に行うようになった。直後、伝説の指揮者アルトゥーロ・トスカニーニ（1957年没）の最後の2回のコンサートが磁気テープにステレオで録音された。しかし、これら初期のステレオ録音がステレオのままでリリースされるのは1987年から2007年のことである。イギリスでは1954年中ごろ、デッカ・レコードがステレオでのテープ録音を始めた。1954年、ConcertapesやRCAビクターといった企業がステレオ録音済みオープンリールテープをモノラル録音の2倍の価格で発売した。オーディオマニアがこれを購入し、ついに一般家庭にステレオ音響がもたらされた。ステレオ録音は音楽業界では1957年までに広く採用されることになった。

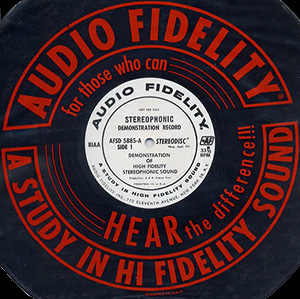
Audio Fidelity Records のステレオをデモンストレーションするためのレコード（1958年ごろ）

1957年11月、世界初のステレオ盤レコードの大量生産を弱小レーベル Audio Fidelity Records が始めた。創業者で社長のシドニー・フレイはウェスタン・エレクトリックのWestrexブランドのステレオレコード製造装置を使い、大手レーベルに対抗しようとした。A面は Dukes of Dixieland、B面は鉄道の音だった。12月16日フレイはビルボード誌に広告を掲載し、その中で業界関係者が会社のレターヘッド入り用箋で申し込んできたら、試聴用レコードを無料で進呈すると書いた。
この動きは大いにメディアに取り上げられた。フレイはさらに4タイトルのステレオ盤レコードをリリースした。ステレオ蓄音機の販売店は他に選択肢がないので Audio Fidelity Records のレコードを店頭で流した。ステレオ盤レコードの普及は、1958年にステレオ用カートリッジが250ドルから29.95ドルに値下げしたことで拍車がかかった。1958年夏、Audio Fidelity の Marching Along with the Phenomenal Dukes of Dixieland, Volume 3 を筆頭としてステレオ盤レコードが一般の店頭に大量に並ぶようになった。
完全ステレオ化以前、英米ではポピュラー音楽中心にステレオ盤LPレコードの多くには同タイトルのモノラル盤が存在した（ステレオ盤の方が1ドルほど高かった）。
1960年代中期、モノラル録音を電気的にステレオ風に加工した（擬似ステレオ, 略して擬似ステ, デュオフォニック）ステレオ盤が多数製作された。
その頃のポピュラー音楽では同じ曲をモノラル録音と別に（後に、もしくは同時期に）ほぼ同じバージョンでステレオで録音し直す事もあった。例えばビートルズのレコードにはモノ録音、ステレオ録音（擬似ステに対し true stereo と言う）、擬似ステ、そしてステレオ録音を単に足したモノラル（擬似モノと言う事がある）のものが存在する。ビートルズの場合、さらに最新リマスター（リミックス）版が加わる。
1968年までにレコード会社の多くはモノラル盤の新譜発売をやめた（アメリカでのシングルのステレオ化は1970年代初頭）。

#### ラジオ放送
1925年12月、ノーサンプトンシャーのダヴェントリーにあるBBCの試験放送局 5XX が世界初のステレオラジオ放送を行った。内容はハミルトン・ハーティ指揮でマンチェスターで行われたコンサートである。右のチャンネルは長波の全国放送で、左のチャンネルは中波のローカル放送だった。BBCは1926年まで、ロンドンの 2LO とダヴェントリーの 5XX を使った実験を繰り返した。1958年にはロンドンでFMステレオの試験放送が開始され、毎週土曜日の朝にテレビの音声と中波（AM）ラジオで両方のチャンネルを提供した。BBCのFMステレオの本放送は1962年8月28日に始まった。
1952年5月22日、シカゴのAMラジオ放送局 WGN（FM局はWGNB）は1時間のステレオ試験放送を行った。1つのチャンネルをAM局で放送し、もう1つをFM局で放送する方式である。ニューヨークのWQXRは1952年10月にステレオ放送を部分的に開始し、1954年には全ての音楽番組をステレオ放送にしている。こちらもAMとFMで左右のチャンネルを放送する方式である。レンセラー工科大学は1952年11月、キャンパスにある2つのAM局を使って1週間のステレオ放送を行ったが、受信エリアはキャンパス内だけだった。
（日本においても1954年11月13日からNHKのラジオ放送で「立体音楽堂」という番組枠として最初はAM波により、NHKラジオ第1を左チャンネル、ラジオ第2を右チャンネルに用いてステレオ放送を行った。
　同番組のAM2波による放送は1964年4月4日までであり、1963年12月22日からはFMステレオ1波によるステレオ放送が開始して1966年4月2日まで放送された。）

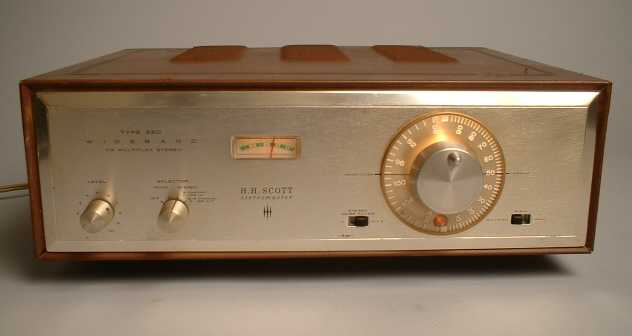
HH Scott Model 350（1961年頃）。アメリカ初のFMステレオチューナー

ペンシルベニア州ピッツバーグのKDKA-FMは、1960年7月から8月にかけて、FMのみのステレオ放送システム6種類の比較試験を行った。連邦通信委員会は1961年4月、ステレオFM放送の技術規格を発表し、1961年6月1日、アメリカで初のステレオFM放送が正式にライセンスされることになった。最初のステレオFM放送を行ったのは、シカゴのWEFMとスケネクタディのWGFMである 。

#### テレビ放送
1952年12月11日、ニューヨークのメトロポリタン歌劇場で演じられたオペラ『カルメン』をケーブルテレビ方式で全米各地の劇場に放送し、それにRCAの開発したステレオ音響システムが使われた。1958年から1959年には、ABCネットワークが75の受信エリアで音楽番組 The Lawrence Welk Show を何回か実験的にステレオで放送した。このときは一方のチャンネルをABCのAMラジオネットワークで放送した。1958年10月21日、NBCも同じようにテレビとラジオのネットワークを使い、The George Gobel Show という番組の中で3分間だけステレオ放送を行ったことがある。1959年1月30日、ABCは Walt Disney Presents の番組枠で The Peter Tchaikovsky Story のステレオ放送を実施した。これはディズニーのアニメ映画『眠れる森の美女』の場面を使ったもので、ABCはAM局とFM局を動員して左右の音声チャンネルを放送した。
1961年にFMステレオ放送が始まると、サイマル放送方式で音楽テレビ番組の音声をFMステレオで放送する例も出てきた。1960年代から1970年代にそのような放送を行う場合、録画素材の音声をオープンリールテープにしてFM局に送り、手動で同期させていた。1980年代には放送衛星で番組を配信できるようになり、同期も自動化された。サイマル方式のステレオテレビ放送はFCCが MTS stereo を承認するまで行われていた。
ケーブルテレビは MTS stereo が普及するまで複数の周波数を使ってステレオ番組を提供していた。ステレオケーブル放送をいち早く採用したのは The Movie Channel だが、ステレオ放送を最も多用したのはMTVである。
日本では、1978年にNHKと日本テレビ放送網が音声多重放送の実験放送を開始し、同年10月より前述の2局に加えてTBSテレビ、フジテレビジョン、テレビ朝日及び一部地域を除く系列局が、また同年12月下旬に東京12チャンネル（現・テレビ東京）がステレオ放送の本放送を開始した。テレビアニメでは『ルパン三世 (TV第2シリーズ)』第99話似て初めてステレオ音源が使用された。1984年には、番組の12%、時間にして一週間のうち14時間から15時間が音声多重放送となっている。テレビ放送のステレオ化は、番組よりもコマーシャル放送のほうが先行し、1980年代末にはほぼ全てのコマーシャル放送がステレオになった。それを利用ししてタイマー録画においてコマーシャルを自動的にカットする機能が、1990年代初頭に販売されたビデオデッキに搭載された事がある。
西ドイツでは1984年、第2ドイツテレビがステレオ番組の放送を開始した。
アメリカでは、1984年に MTS(Multichannel Television Sound) がFCCによって標準化された。NTSCフォーマットの音声搬送波に3つの音声チャンネルを追加で符号化する技法である。1984年6月26日、NBCが部分的にこれを使ったステレオ放送を開始した（ただし、ニューヨーク局のみ）。定期的なステレオ放送は1985年になってからである。